# あぁ、結婚生活
『あぁ、結婚生活』（原題：Married Life）は、2007年公開のアメリカ合衆国の映画。イングランドの作家ジョン・ビンガムの1953年の小説『Five Roundabouts to Heaven』を映画化したブラックコメディである。

## あらすじ
1949年、プレイボーイのリチャードは幼馴染みの親友ハリーから妻パットと離婚したいと相談される。真面目なハリーは若く美しい戦争未亡人ケイと真剣に愛し合うようになり、彼女と再婚したいが、長年連れ添ったパットを傷つけたくないと言う。
ところが、そこに現れたケイを紹介されたリチャードはその美しさに一目惚れし、ハリーからケイを奪おうと考える。一方、思い悩んだハリーは、自分なしでは生きられないパットをいっそのこと殺してしまった方が彼女のためと思い込むようになる。
ある日、リチャードはパットと友人ジョンの不倫現場に出くわしてしまう。パットとジョンは愛し合っていると言うが、ケイを手に入れたいリチャードは、パットに「ハリーには君だけ。君なしではハリーは生きて行けない」と諭し、真実を告白しないようにクギを刺す。
リチャードは手練手管を駆使し、不倫という罪悪感を植え付けることでケイの心を自分に向けさせることに成功する。そうとは知らないハリーはパットの毒殺計画を着々と進め、パットの常備薬を毒と入れ替える。遂に彼女を毒殺するその日の夜、ハリーはケイの家で彼女から不倫の関係を続けることは互いのためにならないとして別れを告げられる。しかもケイがリチャードと愛し合うようになっていたことを知ったハリーは、激しいショックを受けつつも、パットが薬を飲まないように慌てて家に帰る。
ベッドに横たわっているパットの姿を見て、遅きに失したと嘆くハリーにパットが声をかける。パットは薬を飲んでいなかったのだ。動揺するハリーは家から男がこっそりと逃げ出す姿を目撃し、パットの不倫に気付くが、ハリーとパットは何もなかったようにこれまで通りの関係を続けることになる。
しばらくして、リチャードとケイは交際を公にし、ハリー夫婦と友人として付き合うようになる。

## キャスト
| 役名                   | 俳優                     | 日本語吹替 |
| ---------------------- | ------------------------ | ---------- |
| リチャード・ラングレー | ピアース・ブロスナン     | 横島亘     |
| ハリー・アレン         | クリス・クーパー         | 小川真司   |
| パット・アレン         | パトリシア・クラークソン | 久保田民絵 |
| ケイ・ネスビット       | レイチェル・マクアダムス | 伊藤美紀   |
| ジョン・オブライエン   | デビッド・ウェナム       | 山野井仁   |